# Zack Martin
Zachary "Zack" Martin (Dylan Sprouse thủ vai) là nhân vật chính trong sê-ri phim "The Suite Life of Zack and Cody" do Danny Kallis và Jim Geoghan tạo ra và đồng thời cũng là nhân vật chính trong sê-ri "The Suite Life on Deck". Zack cũng xuất hiện ở một vài tập đan xen trong các sê-ri khác của Disney Channel, như "That's So Raven", "Wizards of Waverly Place", "Hannah Montana", "I'm in the Band", "So Random!" và đặc biệt là trong "Studio DC: Almost Live".

## Ý tưởng và tạo hình
Dylan Sprouse đã nói rằng ý tưởng về cặp song sinh sống trong một khách sạn là điều mà Dylan và em trai của mình đã nghĩ ra khi họ đang tham gia bộ phim "Big Daddy" và phải ở khách sạn trong 4 tháng. Cole Sprouse đã nói về nhân vật Zack và Cody rằng, "Đây là hai nhân vật dựa trên tính cách thật của họ. Do đó, lúc đầu, hai nhân vật có tên là Dylan và Cole".

## Thông tin nhân vật
Zack sinh ra ở bệnh viện St. Joseph's ở Seattle, Washington lúc 6:40 ngày thứ bảy, còn năm sinh thì không rõ ràng. Trong "The Suite Life on Deck" tập "Das Boots", năm sinh của Cody và Zack là 1993. Tuy nhiên, trong "The Suite Life of Zack and Cody" tập "Poor Little Rich Girl", băng video lúc mới sinh của hai anh em ghi là ngày 23, tháng chín, 1992.
Zack thì luôn tự cho mình là trung tâm và thoải mái hơn so với Cody. Zack không "người lớn" như em trai của mình, nhưng thỉnh thoảng, cậu vẫn luôn bày tỏ tình thương và sự quan tâm của mình đối với mọi người. Cậu luôn nhận điểm xấu ở trường. Trong 1 tập của phần "The Suite Life on Deck", Cody và Zack đã cãi nhau chỉ vì Zack lấy trộm bài làm văn cũ của Cody để nộp. Cậu đã thừa nhận rằng cậu không bao giờ có thể đuổi kịp Cody trong việc học và cảm thấy thấp kém hơn em trai của mình. Đáp lại, Cody đã chỉ ra rằng việc cậu cố gắng học thật giỏi bởi vì Zack luôn hơn cậu về mọi mặt, từ thể thao, bạn gái đến độ nổi tiếng trong trường. Điều này cũng tạo nên sự đối lập thú vị trong suốt sê-ri. Trong tập "The Swede Life" của phần "The Suite Life on Deck", Zack được chứng minh rằng có nguồn gốc là người Thuỵ Điển.
Zack còn được biết đến là một tay chơi, luôn hẹn hò với nhiều cô gái, trái ngược hẳn với Cody, người luôn mong muốn một mối quan hệ dài lâu.

## Xuất hiện

### The Suite Life of Zack & Cody
Sau khi đi du lịch vòng quanh đất nước, cặp song sinh và mẹ Carey đã đến Boston, nơi sẽ trở thành nhà mới của họ cho đến khi Zack và Cody lên tàu trong sê-ri "The Suite Life on Deck". Họ kết bạn với Maddie Fitzpatrick (Ashley Tisdale đóng), và Zack sau này đã phải lòng cô. Thậm chí, cậu còn giữ tấm hình của Maddie trong khoang của mình khi lên tàu SS "Tipton".
Giống như Cody, cậu thừa hưởng năng khiếu âm nhạc từ cả cha và mẹ của mình. Cậu có giọng hát tuyệt vời từ mẹ, được thể hiện trong tập "Lip-Syncing in the Rain" và "Sleepover Suite". Cậu rất thích chơi ghi-ta điện, tuy nhiên, những nhạc cụ còn lại cậu đều không rành.
Trong phần đầu tiên, Zack là một kẻ chuyên đi phá hoại. Cậu luôn bày ra những trò xảo quyệt và lôi kéo Cody tham gia.
Trong phần 3, Cody đi làm nhân viên thu ngân ở siêu thị Paul Revere suốt mùa hè, và nơi đây cũng trở thành khung cảnh chính cho các tập phim "Summer of Our Discontent", "Who's the Boss" và "Baggage".

### The Suite Life on Deck
Lúc đầu, Zack được xếp chung phòng với Bailey Pickett, một học sinh thông minh và ưu tú, nhưng thật ra là một cô gái giả trai. Khi đi học trên tàu SS "Tipton", Cody bất đắc dĩ phải trở thành "Cậu bé khăn tắm" để kiếm tiền trang trải việc học sau khi Zack đã sử dụng hết tiền tiết kiệm của hai anh em vào những thứ vô bổ, đặc biệt là đồ ăn và quà tặng cho những cô gái mà Zack thích.
Ban đầu, Zack có cảm tình với Bailey khi phát hiện ra cô là con gái. Cậu thậm chí còn đánh nhau với Cody để dành cho được trái tim "người đẹp", nhưng sau khi Mr. Moseby kể với họ chuyện Bailey vẫn chưa quên được bạn trai cũ là Moose, Zack đã nhường lại cho Cody bởi vì theo Zack, Bailey có quá nhiều vấn đề còn cậu thì muốn kiếm một cô nàng năng động hơn.
Trong phần 3, Zack bắt đầu có tình cảm với một cô nàng tên Maya Bennett. Lúc đầu, cô nàng từ chối cậu vì Zack là một tay chơi. Do đó, Zack đã sử dụng kế hoạch 6 tháng của Cody để làm quen với Maya, nhưng bởi vì Maya sinh ra ở New York nên cô nàng không một chút ấn tượng. Sau đó, họ quyết định sẽ chỉ là bạn tốt của nhau. Nhưng cuối cùng, Zack và Maya cũng đến với nhau trong tập "Party On!".
Trong tập "Graduation on Deck", cũng là tập cuối của sê-ri, Maya tham gia tổ chức Hoà bình ở châu Phi, và điều đó cũng có nghĩa là cô chia tay với Zack bởi vì cô tin rằng xa mặt sẽ cách lòng. Tuy nhiên, họ vẫn xem nhau là bạn.

### The Suite Life Movie
Cody và Bailey đã lên kế hoạch để nghỉ xuân cùng nhau, nhưng Cody đã quyết định làm giáo sinh cho bác sĩ Spaulding bởi vì buổi thực tập sẽ giúp Cody có cơ hội kiếm được học bổng ở Yale. Cody đã viết một lá thư dài không tưởng gửi cho Bailey để giải thích tại sao cậu chọn buổi thực tập, nhưng cậu đã cãi nhau với Zack và lá thư bị đánh mất. Bởi vì không được giải thích thỏa đáng tình hình, Bailey đã giận cậu.
Cody đến phòng thí nghiệm sinh vật biển nơi cậu thực tập, nhưng bởi vì Zack tức giận sau cuộc cãi vả nên cậu đã phá hết vật dụng trong phòng thí nghiệm, nên cuối cùng, buổi thực tập của Cody chấm dứt. Việc này khiến cho Cody điên tiết với Zack. Zack đã cố gắng làm lành, và đã giúp Cody trở lại buổi thực tập với Bác sĩ Olsen trong Đề án về cặp song sinh.
Khi tham gia đề án, Zack và Cody phải ăn trái cây dẫn đến cảm ứng từ xa giữa họ: đầu tiên là qua sự cảm nhận xúc giác, sau đó là qua sự đồng cảm hay cảm xúc, và cuối cùng là qua một quá trình gọi là "kết hợp". Việc trải qua bước đầu tiên giúp cho anh em họ trở nên thân thiết hơn bằng cách cho phép họ cảm nhận được ý nghĩ và cảm giác của người kia, nhưng sau khi khám phá ra rằng "sự kết hợp" sẽ hòa nhập cả hai làm một, họ đã cố gắng trốn thoát.